# Torbat-e Djam
Torbat-e Djam (en persan : تربت جام / Torbat-e Jâm) est une ville du nord-est de l'Iran, dans la province du Khorassan-e Razavi. Elle est située à 165 km au sud de Mashhad. Le Mausolée de Cheikh Ahmed Djami se trouve au centre de la ville. 

## Būzhgān ou Buzjan
Būzhgān (en persan : بوژگان) (aussi Puchkan ou Buzjan) est un village de Torbat-e-Jam. Historiquement, Buzjan était une ville et le siège du gouvernement dans la province persane historique de Jam (Zam). C'est le lieu de naissance d'un des plus importants astronomes perses, Abu l-Wafa.